# Sharidake-Präfektur-Naturpark
Der Sharidake-Präfektur-Naturpark (jap. 斜里岳道立自然公園, Hiyama dōritsu shizen kōen) ist ein Präfekturnaturpark im Osten Hokkaidōs, Japan. Mit der IUCN-Kategorie V ist das Parkgebiet als Geschützte Landschaft/Geschütztes Marines Gebiet klassifiziert. Die Präfektur Hokkaidō ist für die Verwaltung des Parks zuständig.